# Singida (MC)
Singida (MC) (auch Singida Municipal oder Singida Urban) ist ein Distrikt der Region Singida in Tansania. Der Distrikt grenzt im Nordosten an den Distrikt Singida (DC) und im Südwesten an den Distrikt Ikungi. Die Stadt Singida ist auch das Verwaltungszentrum der Region.

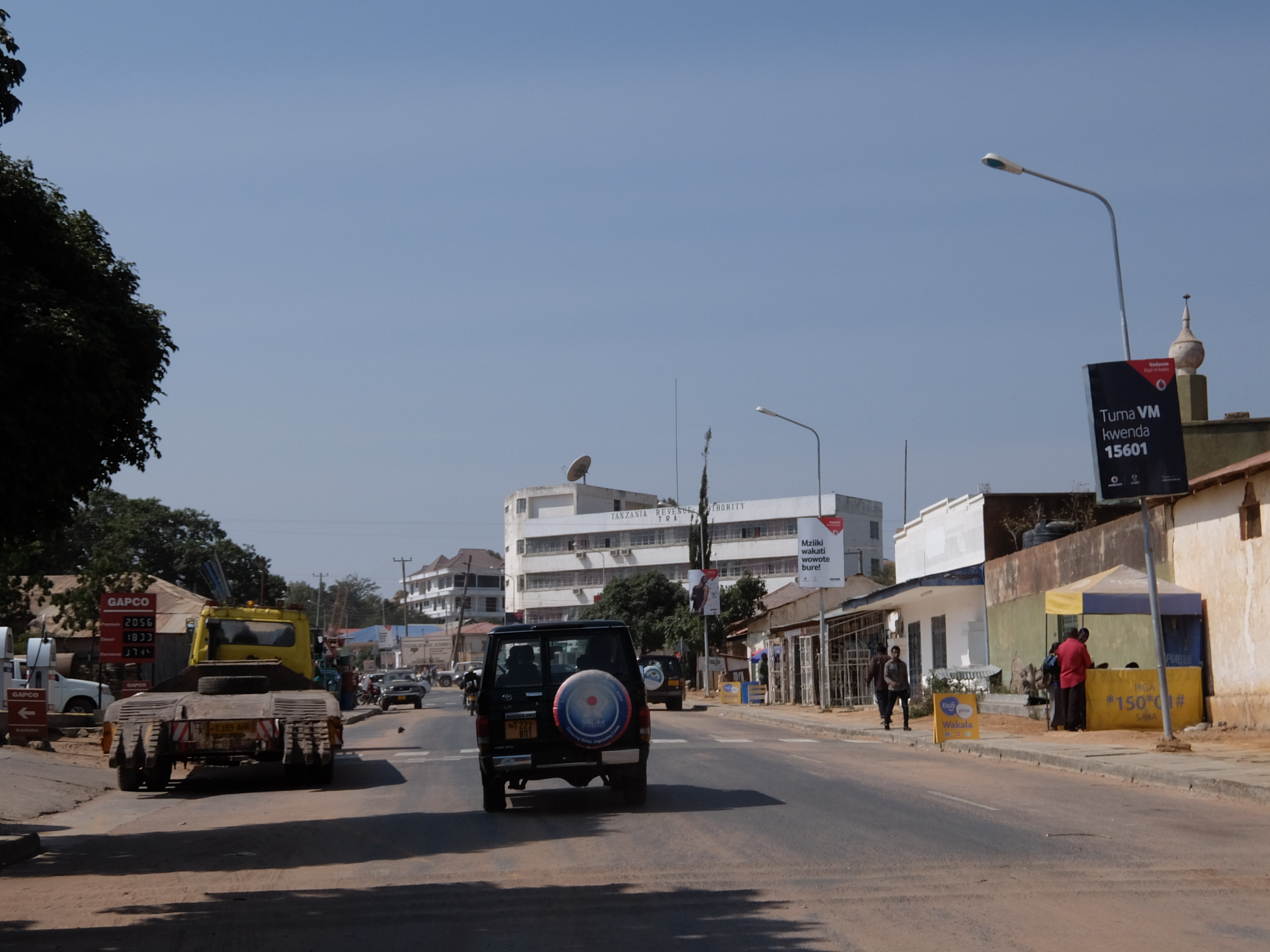
Die Hauptstraße in der Stadt Singida

## Geographie
Der Distrikt hat eine Fläche von 754 Quadratkilometern und 232.459 Einwohner (Volkszählung 2022). Singida (MC) liegt in einer Seehöhe zwischen 600 und 1200 Metern. Das Land ist größtenteils flach, nur im Nordosten steigt es steiler an. Im Distrikt liegen zwei abflusslose Seen mit alkalischem Wasser, Lake Kindai und Lake Singida.
In Singida herrscht Steppenklima, BSh nach der effektiven Klimaklassifikation. Die geringen Niederschläge von jährlich 600 Millimeter fallen großteils in der Zeit von November bis April, von Juni bis September regnet es kaum. Die Durchschnittstemperatur schwankt zwischen 18,9 Grad Celsius im Juli und 22,4 Grad im November.

## Geschichte
Singida war bereits von 1961 bis 1972 eine eigenständige Stadt. Bei der Zentralisierung 1972 wurde Singida Teil des Distriktes Singida (DC). Bereits 1980 wurde die Stadt wieder selbständig und 2005 wurde sie zum Town Council erhoben.

## Verwaltungsgliederung
Singida besteht aus einem Wahlkreis (Jimbo) Singida Mjini und 18 Bezirken (Kata):
- Kindai
- Ipembe
- Kisaki
- Majengo
- Mandewa
- Minga
- Misuna
- Mtipa
- Mughanga
- Mitunduruni
- Mtamaa
- Mungumaji
- Mwankoko
- Unyambwa
- Unyamikumbi
- Utemini
- Uhamaka
- Unyianga

## Bevölkerung
Im Distrikt leben verschiedene Ethnien, der Großteil der Bevölkerung zählt zu den Nyaturu oder den Nyiramba, die zusammen rund 80 Prozent der Gesamtbevölkerung ausmachen. Bei der Volkszählung im Jahr 2012 hatte Singida 150.000 Einwohner mit einem jährlichen Wachstum von 2,71 Prozent.
Bevölkerungswachstum:
| Volkszählung | Einwohner |
| ------------ | --------- |
| 1988         | 81.528    |
| 2002         | 114.853   |
| 2012         | 150.379   |
| 2022         | 232.459   |

## Einrichtungen und Dienstleistungen
- Bildung: Von den 54 Grundschulen des Distriktes sind 47 öffentlich und 7 werden privat geführt. In 23 weiterführenden Schulen wurden 6800 Studenten in öffentlichen Schulen und 1400 in Privatschulen unterrichtet.[8]
- Gesundheit: Im Distrikt befinden sich 1 Krankenhaus, 3 Gesundheitszentren und 17 Apotheken. Die häufigste Todesursache ist Malaria, im Jahr 2015 starben daran 11.000 Menschen.[9]
- Wasser: Insgesamt hat im Distrikt rund die Hälfte der Bevölkerung Zugang zu sicherem und sauberem Wasser, im städtischen Bereich liegt der Prozentsatz bei 78.[10]

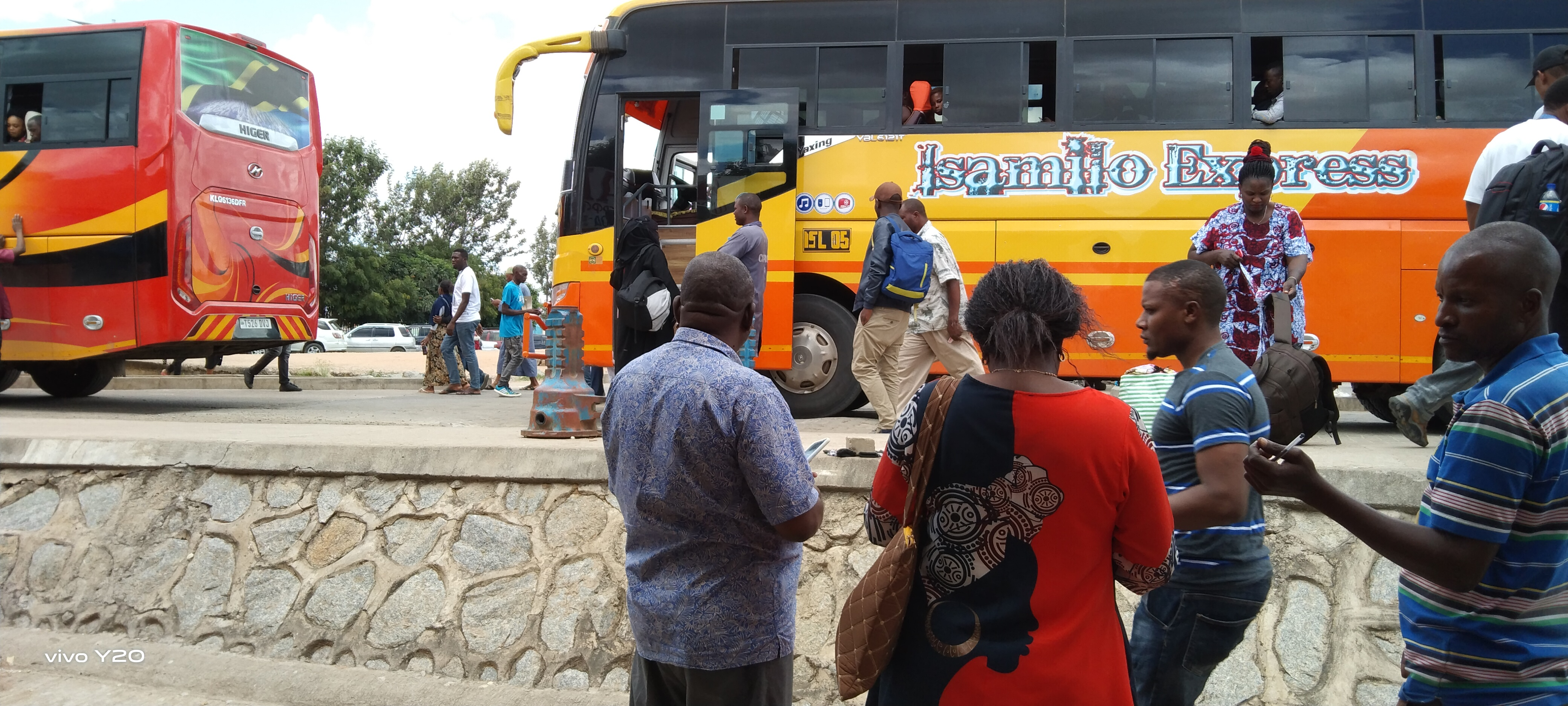
Busstation in Singida

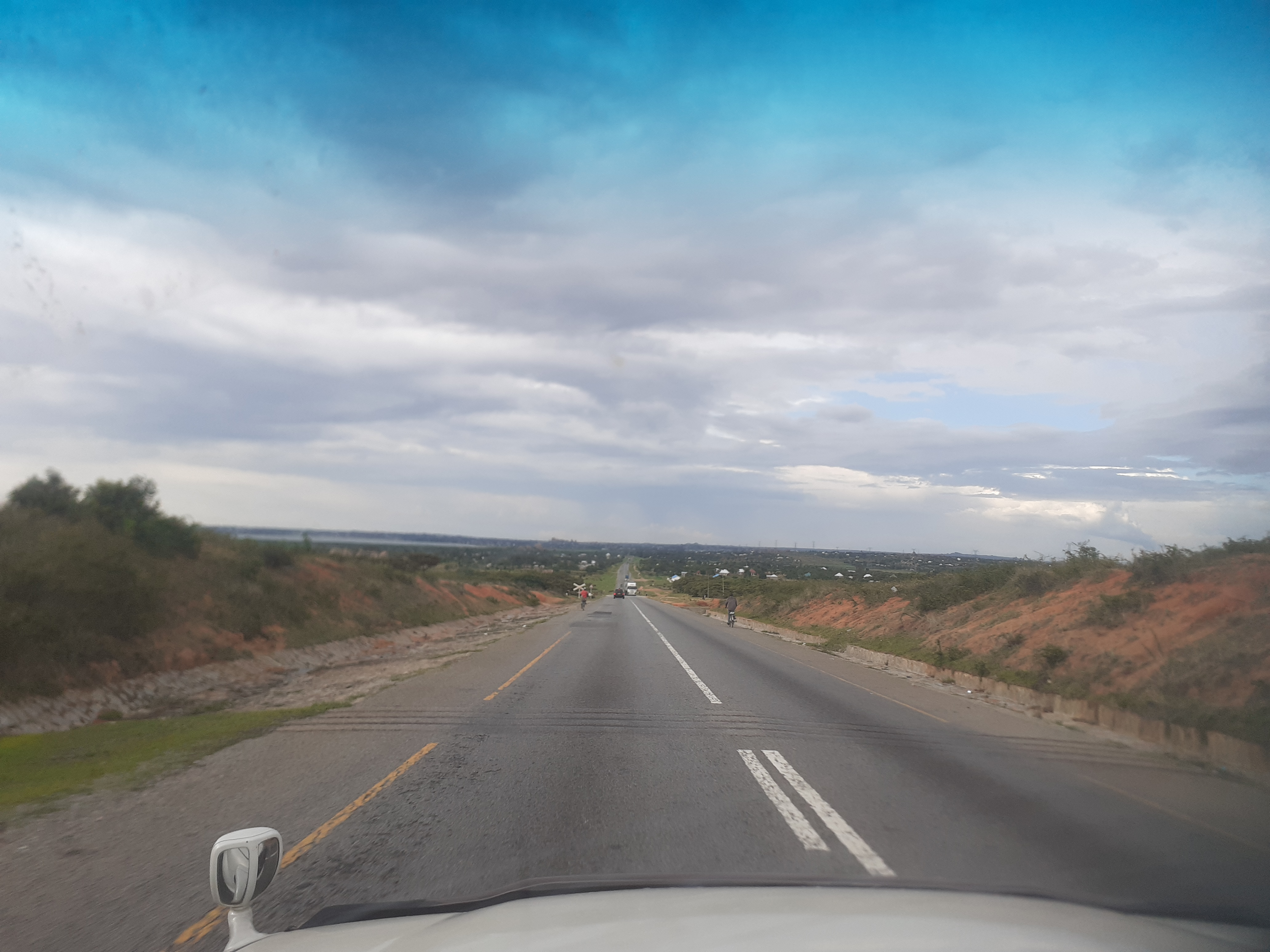
Straße T3 von Dodoma knapp vor der Stadt Singida.

## Wirtschaft und Infrastruktur
- Landwirtschaft: Etwa 60 Prozent der Haushalte beschäftigen sich mit dem Anbau von Feldfrüchten, vor allem Mais, Hirse, Erdnüssen, Sonnenblumen, Maniok, Süßkartoffeln, Bohnen, Zwiebeln und Tomaten.[11]
- Produktion: Im schwach ausgeprägten Produktionssektor werden vor allem landwirtschaftliche Produkte verarbeitet. Im Jahr 2017 beschäftigten sich 25 Betriebe mit der Herstellung von Sonnenblumenöl.[12]
- Straße: Die wichtigste Straße ist die Nationalstraße T3 von Dodoma im Süden.[13]

## Politik
Vorsitzende des Stadtrates ist Frau Yagi Maulidi Kiaratu.